# 阿諾爾德施泰因
阿諾爾德施泰因（德语：Arnoldstein）是奧地利的城鎮，位於該國南部，由克恩頓州負責管轄，面積67.4平方公里，海拔高度578米，2012年人口6,907，其中七成居民信奉羅馬天主教。